# رأسمالية ديمقراطية
الرأسمالية الديمقراطية، يُشار إليها أحيانًا باسم ديمقراطية السوق، هي نظام سياسي واقتصادي يجمع بين الرأسمالية ودولة الرفاه القوية التي تكبّل بشكل حاد من الحريات الفردية. تضمّ الرأسمالية الديمقراطية توزيع الموارد عبر الإنتاجية الحدّية (المرادفة لرأسمالية السوق الحرة) إضافة إلى سياسات توزيع الموارد وفقًا للاستحقاق الاجتماعي. يُذكر أن السياسات التي تميّز نظام الرأسمالية الديمقراطية هي السياسات التي تنفذها حكومات ديمقراطية.
شاع تطبيق الرأسمالية الديمقراطية في القرن العشرين، وخصوصًا في أوروبا والعالم الغربي بعد الحرب العالمية الثانية. استند تعايُش الرأسمالية جنبًا إلى جنب مع الديمقراطية، وخصوصًا في أوروبا، إلى إنشاء دولة الرفاه في حقبة ما بعد الحرب. إجمالًا، يتضمن تطبيق الرأسمالية الديمقراطية تنفيذ سياسات توسيع دولة الرفاه، ودعم حقوق التفاوض الجمعية للموظفين، أو تعزيز قوانين المنافسة.
تناصر التعاليم الاجتماعية الكاثوليكية نمطًا من الفكر الجماعي ضمن الرأسمالية الديمقراطية يُعلي من شأن الكرامة الإنسانية.

## التعريف
تُعرَّف الرأسمالية الديمقراطية بأنها نظام سياسي واقتصادي يتميّز بتوزيع الموارد وفقًا للإنتاجية الحدّية والحاجة الاجتماعية، استنادًا إلى قرارات اتُّخذت خلال عمليات سياسية ديمقراطية. تتّسم الرأسمالية الديمقراطية بالانتخابات الديمقراطية، والحريات، وحُكم القانون، أي الخصائص المرتبطة نموذجيًا بالديمقراطية. وتحافظ على نظام اقتصاد السوق الحرة مع التركيز على الشركات الخاصة.
يصف كلّ من بروفيسور ريادة الأعمال إلياس جي كارايانيس وأستاذ الاقتصاد أريستديس كالوديس من الجامعة النرويجية للعلوم والتقنية يصفان الرأسمالية الديمقراطية باعتبارها نظامًا اقتصاديًا يجمع المنافسة الشديدة والمشاريع التجارية المستدامة، بهدف تشجيع الابتكار وتوفير فرص الازدهار الاقتصادي لجميع المواطنين.
وصف الدكتور إدوارد يونكينز، البروفيسور في جامعة ويلينغ جيزويت، الرأسمالية الديمقراطية بأنها «مركّب حيوي يتألف من عناصر اقتصادية، وسياسية، وأخلاقية-ثقافية، وإيديولوجية، ومؤسساتية» تعمل لزيادة الرفاه الاجتماعي ضمن اقتصاد السوق الحر. يفيد يونكينز بأن نظام الحريات الفردية المتأصّل في الرأسمالية الديمقراطية يدعم تأسيس الجمعيات التطوعية، مثل النقابات العمالية.
عرّف الفيلسوف والكاتب مايكل نوفاك الرأسمالية الديمقراطية بوصفها مزيجًا من اقتصاد السوق الحر، والحكومة الديمقراطية المحدودة، والنظام الأخلاقي-الثقافي الذي يشدد على الحريات الفردية. ويفترض نوفاك أن هيمنة الرأسمالية الديمقراطية في مجتمع ما تتحدد وفقًا للمفاهيم الدينية التي توجّه عاداته، ومؤسساته، وقادته.

## التاريخ

### بواكير القرن العشرين إلى منتصفه
تركت عدة عوامل بصمتها في تطور الرأسمالية الديمقراطية، بما في ذلك النمو الاقتصادي الذي تلا الحرب العالمية الأولى، والكساد الكبير، إضافة إلى النتائج السياسية والاقتصادية للحرب العالمية الثانية. أسهمت الانتقادات المتزايدة لرأسمالية السوق الحر وبروز مفهوم العدالة الاجتماعية في النقاشات السياسية في تبنّي سياسات رأسمالية ديمقراطية.
في مؤتمر بريتون وودز في العام 1944، تعهد مسؤولون أمريكيون وبريطانيون ومندوبون عن 42 دولة أخرى بالالتزام بمبدأ التجارة الحرة. اُعلن ذلك التعهد في ضوء المبادئ التوجيهية الدولية التي ضمنت استقلالية الدول في الاستجابة للمطالب الاقتصادية والاجتماعية لناخبيها. طالب المسؤولون بفرض الرقابة على رؤوس الأموال لكي يُتاح للحكومات تنظيم اقتصاداتها بالتزامن مع التزامها بأهداف التوظيف الكامل والنمو الاقتصادي. جاء تبنّي الاتفاقية العامة للتعريفة الجمركية والتجارة في صالح التجارة الحرة، مع منح الحكومات الوطنية حق النقض فيما يخص السياسات التجارية. شهدت هذه التطورات دمج المطالب الديمقراطية في السياسات استنادًا إلى المنطق الاقتصادي الرأسمالي.
طُبقت الرأسمالية الديمقراطية بشكل واسع في العالم الغربي بعد الحرب العالمية الثانية، وخصوصًا في أمريكا الشمالية وأوروبا الغربية. عقب الآثار الاقتصادية الوخيمة للحرب، نزعت الطبقات العاملة في العالم الغربي أكثر فأكثر إلى قبول الأسواق الرأسمالية جنبًا إلى جنب مع الديمقراطية السياسية، وهو ما خلق درجة من الضمان الاجتماعي ومستوى معيشة أفضل.

## وصلات خارجية
- The Conceptual Foundations of Democratic Capitalism
- Michael Novak's Portrait of Democratic Capitalism